# قانون گلدواتر-نیکولز

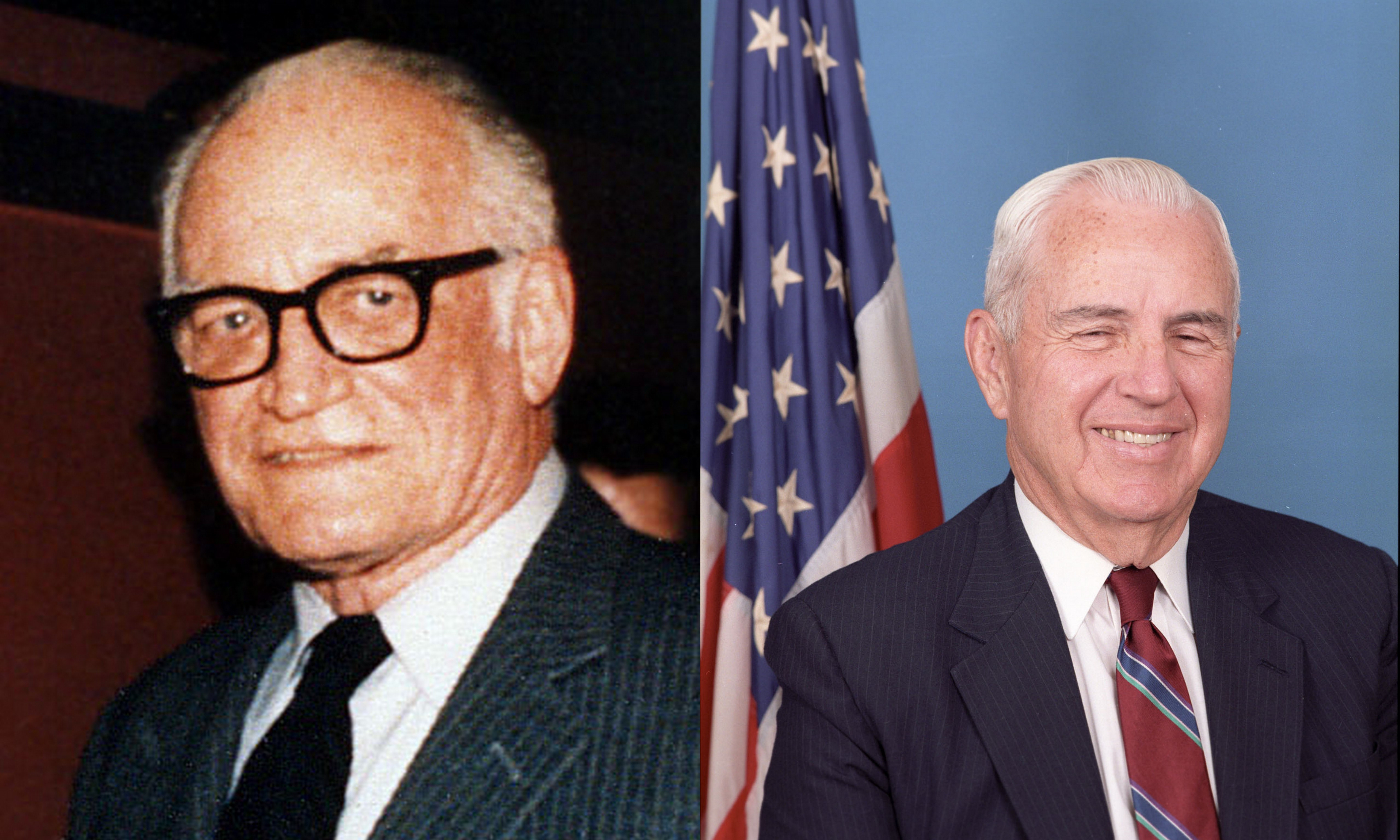
سناتور بری گلدواتر (جمهوری‌خواه - آریزونا) و نماینده مجلس نمایندگان. ویلیام فلنت نیکولز (دموکرات - حوزه انتخابیه چهارم آلاباما)، حامیان گلدواتر نیکلز مصوب ۱۹۸۶.

قانون سازماندهی مجدد دفاعی وزارت دفاع گلدواتر نیکولز به تاریخ ۴ اکتبر ۱۹۸۶ در Pub.L. 99-433 Pub.L. 99-433، (امضا شده توسط رئیس‌جمهور رونالد ریگان)، مهمترین تغییر در وزارت دفاع ایالات متحده از زمان تأسیس این وزارتخانه در قانون امنیت ملی سال ۱۹۴۷ به توسط اصلاح مجدد ساختار فرماندهی ارتش ایالات متحده می‌باشد. این قدرت اختیارات رئیس ستاد مشترک را افزایش داد و برخی از پیشنهادها کمیسیون پکارد را که توسط رئیس‌جمهور ریگان در سال ۱۹۸۵ سفارش داده شد، به مرحله اجرا درآورد. در میان تغییرات دیگر، گلد واتر-نیکلز زنجیره فرماندهی نظامی را که اکنون از جانب رئیس‌جمهور از طریق وزیر دفاع مستقیماً به فرماندهان رزمنده (CCDRها، کلیه ژنرال‌ها یا دریاسالارها) از رئیس‌جمهور منتقل می‌شود و روسای سرویس را دور زد. روسای این خدمات به رئیس‌جمهور و وزیر دفاع و نیز مسئولیت آموزش و تجهیز پرسنل برای فرمان‌های متحد رزمی، به یک نقش مشورتی اختصاص داده شدند.
این لایحه به نام سناتور بری گلد‌واتر (جمهوری‌خواه - آریزونا) و نماینده مجلس نمایندگان ویلیام فلنت «بیل» نیکولز (دموکرات - آلاباما) به تصویب رسید، این لایحه تصویب مجلس نمایندگان، ۳۸۳–۲۷، و سنا، ۹۵–۰. در اول اکتبر ۱۹۸۶ توسط رئیس‌جمهور ریگان امضا شد. دریاسالار ویلیام جی. کرو اولین رئیس بود که طبق این قانون جدید خدمت کرد.

## تاریخ
قانون گلدواتر-نیکولز تلاشی برای رفع مشکلات ناشی از رقابت بین سرویس، که در طول جنگ ویتنام پدیدار شد، و به شکست فاجعه آمیز ماموریت نجات گروگان‌های آمریکایی در ایران در سال ۱۹۸۰ کمک کرد، و هنوز هم در تهاجم آمریکا به گرانادا در ۱۹۸۳ مشهود بود.
چنین مشکلاتی همچنین در جنگ جهانی دوم وجود داشته‌است، که طی آن دو خط فرماندهی مستقل از رئیس‌جمهور جریان داشته‌است، یکی از طریق وزیر نیروی دریایی به نیروهای دریایی و دیگری از طریق وزیر جنگ به زمین و نیروهای هوایی. در سال ۱۹۴۷، بازسازی ارتش تمام نیروهای نظامی، از جمله نیروی هوایی تازه استقلال یافته را تحت یک وزیر دفاع غیرنظامی منفرد قرار داد.
با این حال، ارتش ایالات متحده هنوز در امتداد خط فرمان قرار داشت که به روسای خدمات مربوط گزارش می‌داد (فرمانده نیروی دریایی، فرماندهان ستاد ارتش و نیروی هوایی و رئیس عملیات دریایی). این روسای خدمات به نوبه خود ستاد مشترک را تشکیل می‌دهند. روسای ستاد مشترک برای برقراری ارتباط با دولت غیرنظامی یک رئیس انتخاب کردند. رئیس ستاد مشترک به نوبه خود گزارش خود را به وزیر دفاع، رئیس غیرنظامی ارتش گزارش داد. هم رئیس ستاد مشترک و هم وزیر دفاع به رئیس‌جمهور ایالات متحده گزارش دادند که سمت فرمانده کل (CINC) کل نیروهای مسلح آمریکا را دارد.
این سیستم منجر به رقابت غیر سازنده بین سرویس‌ها می‌شد. فعالیت‌های زمان صلح (مانند تهیه و ایجاد دکترین و غیره) برای هر سرویس جداگانه ای تنظیم شده بود. علاوه بر این، فعالیتهای زمان خدمت هر سرویس تا حد زیادی برنامه‌ریزی، اجرا و ارزیابی مستقل شده‌است. این شیوه‌ها منجر به تقسیم تلاش و عدم توانایی درآمدی از اقتصاد مقیاس شد و مانع از توسعه دکترین جنگ مدرن شد.
تدوین دکترین AirLand Battle در اواخر دهه ۱۹۷۰ و اوایل دهه ۱۹۸۰ مشکل هماهنگی تلاش‌ها در بین شاخه‌های مختلف خدمات را به وجود آورد. AirLand Battle تلاش کرد تا تمام قابلیت‌های بازوهای خدماتی ارتش را در یک دکترین واحد تلفیق کند. این سیستم پیش‌بینی سیستم‌های زمینی، دریایی، هوایی و فضائی بود که به‌طور هماهنگ برای حمله و شکست حریف به عمق خود عمل می‌کردند. ساختار نیروهای مسلح به‌طور مؤثر مانع از تحقق این آرمان شد. حمله ایالات متحده به گرنادا در سال ۱۹۸۳، بیشتر مشکلات ساختار ارتش را آشکار کرد. اگرچه نیروهای ایالات متحده به راحتی پیروز شدند، رهبران این کشور ابراز نگرانی‌های عمده در مورد عدم توانایی شعب مختلف خدمات در هماهنگی و برقراری ارتباط با یکدیگر و پیامدهای عدم هماهنگی در صورت مواجهه با دشمن تهدید آمیز تر.

## اثرات
قانون گلدواتر-نیکولز تغییرات گسترده‌ای را در نحوه سازماندهی نیروهای نظامی آمریکا به همراه داشت. اولین آزمایش موفقیت‌آمیز گلد واتر نیکولز حمله ایالات متحده به پاناما در سال ۱۹۸۹ بود، جایی که دقیقاً طبق برنامه‌ریزی عمل کرد و به فرمانده ایالات متحده، ژنرال ارتش ماکسول رید تورمن، اجازه داد تا کنترل کاملی را بر تفنگداران دریایی انجام دهد دارایی‌های ارتش، نیروی هوایی و نیروی دریایی بدون نیاز به مذاکره با خدمات فردی.

### زنجیره فرماندهی و توصیه‌های نظامی
براساس قانون گلدواتر-نیکولز، مشاوره نظامی در رئیس ستاد مشترک متمرکز شد نه به روسای سرویس. این رئیس بعنوان مشاور اصلی نظامی رئیس‌جمهور ایالات متحده، شورای امنیت ملی و وزیر دفاع تعیین شد. این عمل همچنین موقعیت نایب رئیس ستاد مشترک را تعیین و زنجیره فرمان را ساده‌تر کرد. بعلاوه، در این قانون آمده‌است که رئیس و نایب رئیس ستاد مشترک نمی‌توانند نمایندهٔ همان شعبه خدمات باشند. این توانایی رئیس را برای هدایت استراتژی کلی افزایش می‌داد، اما اختیار فرماندهی بیشتری را برای فرماندهان میدانی «متحد» و «مشخص» فراهم می‌کرد. طبق این عمل، رئیس ممکن است فرماندهی نظامی را بر عهده ستاد مشترک یا هر یک از نیروهای مسلح اعمال نکند.
بند ۱۶۲ (ب) این قانون مقرر می‌کند که «مگر اینکه رئیس‌جمهور در غیر این صورت هدایت شود، زنجیره فرماندهی به یک فرمانده جنگی یکپارچه یا مشخص شده اجرا می‌شود»
1. «از رئیس‌جمهور تا وزیر دفاع»، و
2. «از وزیر دفاع تا فرمانده فرماندهی رزمنده».[۴]

### تعامل خدمات
گلد واتر-نیکولز نحوه تعامل خدمات را تغییر داد. این سرویس‌ها خود نیروهای «سازماندهی، آموزش و تجهیز» را برای استفاده توسط فرماندهان رزمنده (CCDR) انجام می‌دهند و روسای این سرویس دیگر هیچ گونه کنترل عملیاتی بر روی نیروهای خود اعمال نمی‌کنند. نیروهای مؤلفه خدمات به جای اینکه به‌طور عملیاتی به یک رئیس سرویس گزارش دهند، از فرمانده مسئولیت یک کارکرد خاص (عملیات ویژه، راهبردی و حمل و نقل) یا یک منطقه جغرافیایی جهان (شمال، مرکزی، اروپا، اقیانوس آرام، جنوبی و آفریقا) پشتیبانی می‌کنند. دستورات) فرماندهان رزمنده سپس نیرویی را به خدمت می‌گیرند که بتواند از آموزه‌های AirLand Battle (یا جانشینان آن) با استفاده از تمام دارایی‌های موجود در برنامه اقدام یکپارچه یکپارچه، از جمله ارتش، سازمان‌های بین سازمانی دولت ایالات متحده مانند USAID و وزارت امور خارجه، و اطلاعاتی استفاده کند. آژانسها این تغییر ساختار ترکیبی از تلاش، برنامه‌ریزی یکپارچه، تهیه مشترک و کاهش یا از بین بردن رقابت بین سرویس را فراهم می‌آورد. همچنین اتحاد فرماندهی، مطابق با علوم پیشرو نظامی ارائه می‌داد. خدمات فردی از واحدهای جنگی نسبتاً خودمختار به واحدهای سازمانی و آموزشی، مسئولیت کسب، نوسازی، توسعه نیرو و آمادگی به عنوان مؤلفه ای از نیروی یکپارچه تغییر یافته‌است. به عنوان مثال، USCENTCOM (فرماندهی مرکزی ایالات متحده) برای دستیابی به اهداف خود به دارایی‌های هوایی، زمینی، دریایی، دریایی و عملیات ویژه اختصاص می‌یابد، نه روش قبلی کارآمدتر در برنامه‌ریزی، پشتیبانی و مبارزه با همان جنگهای خدماتی. این کار با موفقیت در طول عملیات طوفان صحرا در ۱۹۹۱انجام شد.

### مدیریت پرسنل
تأثیر مهم دیگر این قانون، تغییر و تحول چشمگیر در مدیریت پرسنل افسران نظامی است. بسیاری از افسران به سمت وظایف مشترک (گهگاه بیش از یک بار) منصوب می‌شوند و در مدارس آموزش مشترک حرفه ای نظامی (JPME) در وزارت دفاع به عنوان بخشی از پیشرفت و پیشرفت شغلی خود تحصیل می‌کنند. به عنوان مثال، به منظور رقابت برای ارتقاء به افسر عمومی یا پرچم (دریاسالار) (درجه پرداخت O-7 یا بالاتر / ناتو OF-6)، سرهنگ‌های مؤلفه فعال (درجه پرداخت O-6 / ناتو OF-5) (ارتش ناوگان دریایی، و نیروی هوایی) یا ناخدایان نیروی دریایی باید حداقل یک تکلیف وظیفه مشترک را انجام داده باشند، و همچنین یک مدرسه JPME را که یا اعتبار JPME سطح II را اعطا کرده‌است، انجام دهند (یا در حال حاضر ثبت نام کنید).

### خرید مشترک
خریدهای اشتراکی به شعب مختلف اجازه می‌دهد تا پیشرفت‌های تکنولوژیکی نظیر فناوری شناساگریزی و سلاح‌های هوشمند را به سرعت به اشتراک بگذارند، و سایر مزایای جانبی (مانند بهبود قابلیت همکاری رادیوها و ارتباطات بین واحدها و اعضای سرویس‌های مختلف) را ارائه دهند. اجرای مشترک فناوری جدید امکان توسعه مشترک دکترین پشتیبانی را فراهم می‌آورد. قانون گلدواتر-نیکولز را می‌توان اولین گام از انقلاب فعلی در امور نظامی (RMA) با مفهوم خود در مورد شبکه جنگ محور (NCW) دانست.

## تغییرات از سال ۱۹۸۶
در ۲۴ اکتبر ۲۰۰۲، دونالد رامسفلد، وزیر دفاع، دستور داد که فرماندهان عملکردی و منطقه ای نه به عنوان " CINC " بلکه به عنوان "فرماندهان جنگی" مورد استفاده قرار گیرند، زیرا در سازمانهای منطقه ای "متحد" (به عنوان مثال، USCENTCOM) یا "فرمانده" نامیده می‌شوند. هنگام صحبت در مورد واحدهای "مشخص" مانند فرمان استراتژیک ایالات متحده (USSTRATCOM). رامسفلد اظهار داشت: اصطلاح "CINC" علی‌رغم اشتغال به مدت چندین دهه نامناسب است، زیرا طبق قانون اساسی ایالات متحده، رئیس‌جمهور تنها رئیس کامل ملت است. تصمیم وی به عنوان قصد برای شفاف سازی و تقویت تکمیل ارتش در برابر دولت غیرنظامی توصیف شده‌است.
در ۱۰ نوامبر ۲۰۱۵، سناتور جان مک کین در جلسه کمیته خدمات مسلح مجلس سنا، آغاز تلاش جدید برای «تجدید نظر و احتمالاً به روزرسانی» گلد واتر-نیکلز را اعلام کرد.
در تاریخ ۴ ژانویه سال ۲۰۱۶، معاون وزیر دفاع یادداشتی را صادر کرد که بر اساس ۳۰ سال تجربه در زمینه گلدواتر-نیکولز، مرکز بررسی داخلی با هدف «ارائه توصیه‌هایی برای به روزرسانی یا تعدیل در روابط سازمانی و مقامات» است.
در ۵ آوریل ۲۰۱۶، وزیر دفاع، اشتون کارتر، اصلاحات را در سخنرانی در مرکز مطالعات استراتژیک و بین‌المللی تشریح کرد.